# Ō
Das Ō (kleingeschrieben ō) ist ein Buchstabe des lateinischen Schriftsystems. Er besteht aus einem O mit einem übergesetzten Makron.
In der lettischen Sprache stand das Ō für ein langes, offenes O (IPA: ɔː) und wurde ausschließlich in Fremdwörtern verwendet. In einer Rechtschreibreform von 1946 wurde der Buchstabe abgeschafft, sodass das O im Lettischen nunmehr sowohl langes als auch kurzes O und außerdem noch einen uo-Diphthong darstellt.
Viele polynesische Sprachen, z. B. das Māori oder die hawaiische Sprache, benutzen das Ō, um ein langes O darzustellen. Ähnlich wie bei den deutschen Umlauten ist das Ō jedoch kein Buchstabe in den jeweiligen Alphabeten und Wörter mit Ō werden unter O einsortiert.
In der marshallesischen Sprache wird das Ō ebenfalls verwendet.
Das Ō wird auch in Transliterationsschemen fremder Schriftsysteme benutzt, um ein langes O darzustellen. Am bekanntesten ist die Verwendung des Ō im Rōmaji, der lateinischen Umschrift des Japanischen. Dort wird der Buchstabe, falls er auf der Tastatur nicht verfügbar ist (z. B. bei japanischen Eingabesystemen, die eine englische Tastatur benutzen), mit ou oder oo umschrieben.
Auch bei der Verschriftlichung ausgestorbener Sprachen, z. B. der indogermanischen Ursprache, wird das Ō verwendet, wieder, um ein langes O darzustellen.
Ferner steht das Ō im Pinyin für den Buchstaben O im ersten Ton (hoch).

## Darstellung auf dem Computer
Unicode enthält das Ō an den Codepunkten U+014C (Großbuchstabe) und U+014D (Kleinbuchstabe).
In TeX kann man das Ō mit den Befehlen \=O und \=o bilden.
In HTML kann über die Zeichenfolge &#332; der Großbuchstabe Ō und über &#333; der Kleinbuchstaben ō gesetzt werden. Als benannte Zeichenentitäten gibt es &Omacr; für das große Ō und &omacr; für das kleine ō.